# 格鲁吉亚语
格鲁吉亚语（ქართული ენა，轉寫： kartuli ena，發音：[kʰɑrtʰuli ɛnɑ]）屬於南高加索語系，是格鲁吉亚的官方语言，在格鲁吉亚有約三百六十万人（总人口90%）作为第一语言，另外在伊朗、土耳其、俄罗斯和美国等地，有15万人使用。

## 分类
格鲁吉亚语是南高加索语系中分布最广的语言。南高加索语系还包括斯凡语、明格列尔语（主要在格鲁吉亚西北部被使用）以及拉兹语（主要在土耳其黑海沿岸，从里泽省Melyat到格鲁吉亚边境）。
格鲁吉亚语的方言包括：“伊梅列季方言（იმერული）”、“列奇呼米方言（ლეჩხუმური）”、“拉恰方言（რაჭული）”、“古利亚方言（გურული）”、“阿扎拉方言（აჭარული）”、“伊梅尔海夫方言（იმერხეული，在土耳其）”、“卡特利方言（ქართლური）”、“卡赫季方言（კახური）”、“因吉洛方言（ინგილოური）”、“图舍季方言（თუშური）”、“赫夫蘇列季方言（ხევსურული）”、“莫海乌里方言（მოხეური）”、“普沙维方言（ფშაური）”、“姆季乌列季-古达马卡里方言（მთიულურ-გუდამაყრული）”、“麦斯赫特方言（მესხური）”。

## 聲韻系統

### 子音
就發音這一點而言，格鲁吉亞語有繁複的子音結構，如下所列：清音（無聲）／濁音（有聲）／無聲噴音。
|        | 雙唇音       | 齒音         | 顎音         | 軟顎音       | 小舌音  | 喉音 |
| ------ | ------------ | ------------ | ------------ | ------------ | ------- | ---- |
| 塞音   | p b pʼ ფ ბ პ | t d tʼ თ დ ტ |              | k g kʼ ქ გ კ | qʼ      |      |
| 擦音   | v ვ          | s z ს ზ      | ʃ ʒ შ ჟ      |              | x ɣ ხ ღ | h ჰ  |
| 塞擦音 |              | ʦ ʣ ʦʼ ც ძ წ | ʧ ʤ ʧʼ ჩ ჯ ჭ |              |         |      |
| 鼻音   | m მ          | n ნ          |              |              |         |      |
| 流音   |              | l, r ლ, რ    |              |              |         |      |

1. ↑  /qʼ/ 既不是"非噴音"，也不是其"對應的濁音"。

在格魯吉亞語有一點必須要注意的是一些子音是由雙音來組成。比如：
- , ʦ（齒音及塞擦音，無聲送氣音，类似汉语拼音z）
- , ʣ（齒音及塞擦音，濁音）
- , ʦʼ（齒音及塞擦音，無聲噴音）

再加以比較這些相似發音：
- , k（送氣音）與 , kʼ（噴音）
- , t（送氣音）與 , tʼ（噴音）
- , p（送氣音）與 , pʼ（噴音）
- , ʧ（送氣音）與 , ʧʼ（噴音）

在噴音結構中，要在子音之後才能形成一個強重音。
在格鲁吉亚語有兩個子音相似于英語-h-音：
- , h（擦音與喉音）及 , kh（擦音及軟顎音）.

然而第一個發音相同于 h 在 hotel（IPA [h]）上的發音，第二個發音 kh 在英文上卻沒有等值的音素，不過與英語的 k 及 g 在節音地方有相同的發音位置。亦發音相同于蘇格蘭語的 loch，现代标准汉语的h，或是作曲家 Bach（IPA [x]）的名字。
在格鲁吉亚語裡如果第一格的名詞以母音結尾，會產生許多子音叢集。於格魯吉亞語中也有許多名詞以兩個子音來開頭。

### 母音
| ɪ ი |     | ʊ უ |
| ɛ ე |     | ɔ ო |
|     | a ა |     |

## 字母
喬治亞字母是一種由左至右書寫的字母，其共有三種字母系統，分別為正圓體（羅馬化：Asomtavruli）、小草體（羅馬化：Nuskhuri）、騎士體（羅馬化：Mkhedruli），三種字母系統雖外觀不同，但擁有相同的字母稱呼與順序。其中騎士體為現代喬治亞語與其他南高加索語系語言的標準字母，而正圓體與小草體則只被喬治亞正教會所使用，用於宗教典禮的文本以及圖像中。

### 引用
1. 1 2  SIL International. . Ethnologue.   [2024-06-09]. （原始内容存档于2023-03-09）.
2. ↑  Hammarström, Harald; Forkel, Robert; Haspelmath, Martin; Bank, Sebastian (编). . . Jena: Max Planck Institute for the Science of Human History. 2016.

### 文獻
- Zaza Aleksidze. Epistoleta Tsigni, Tbilisi, 1968, 150 pp (in Georgian)
- Korneli Danelia, Zurab Sarjveladze. Questions of Georgian Paleography, Tbilisi, 1997, 150 pp (in Georgian, English summary)
- Elene Machavariani. The graphical basis of the Georgian Alphabet, Tbilisi, 1982, 107 pp (in Georgian, French summary)
- Ramaz Pataridze. The Georgian Asomtavruli, Tbilisi, 1980, 600 pp (in Georgian)
- "Great discovery" (about the expedition of Academician Levan Chilashvili).- Newspaper "Kviris Palitra", Tbilisi, April 21-27, 2003 (in Georgian)